# 스위스 녹색자유당

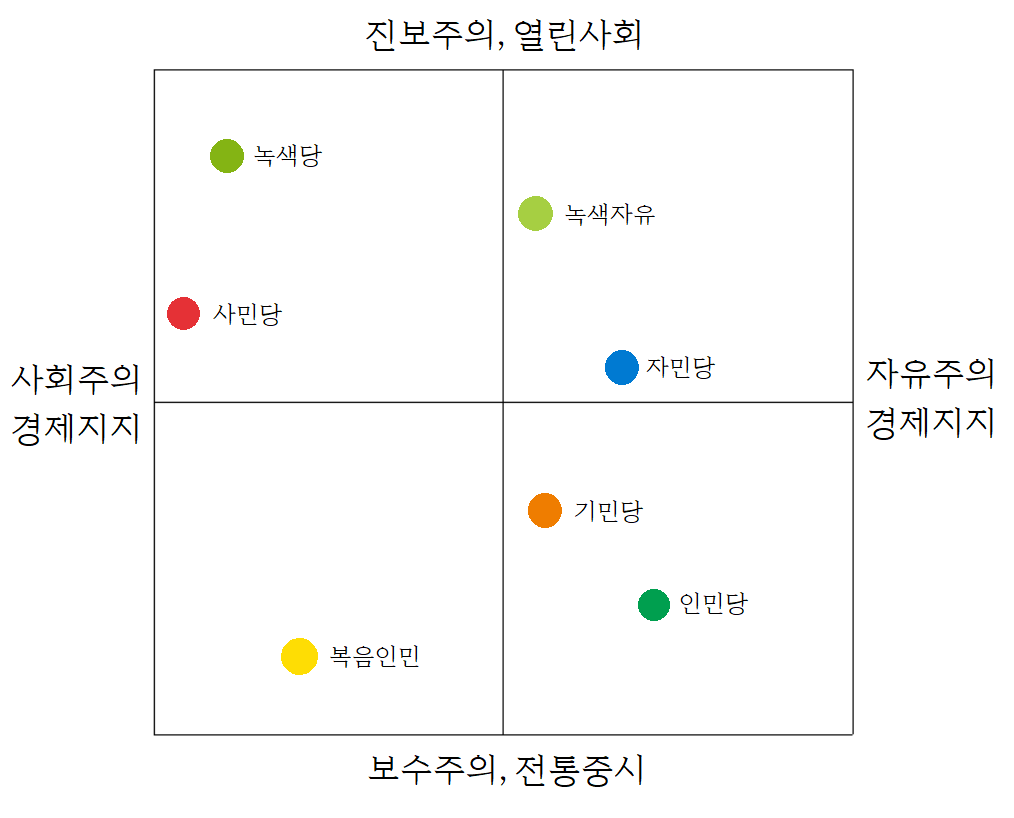
스위스 정치 스펙트럼. 녹색자유당은 진보적 자유주의에 속한다

스위스 녹색자유당(스위스 綠色自由黨, 독일어: Grünliberale Partei der Schweiz, GLP, 그륀리버랄레 파르타이 데어 슈바이츠[*], 프랑스어: Parti vert'libéral, PVL, 이탈리아어: 
Partito Verde-Liberale, PVL, 로만슈어: Partida Verda-Liberala)은 스위스의 녹색자유주의 정당이다. 스위스의 하원인 국민의회에서는 16석을 보유하고 있다.
2007년에 스위스 녹색당과 경제 관련한 입장으로 분당된 정당으로 당의 노선은 환경주의, 유럽통합주의, 신자유주의의 스펙트럼을 가지고 있으며 중앙당사는 베른에 위치한다.
스위스 녹색당의 사회주의 경제 정책에 반발하며 탈퇴하며 분당된 정당인만큼 좌파 경제학에 강하게 반대하며, 환경주의와 자본주의의 결합성을 옹호한다. 경제적으로는 우파, 사회적 외교적으로는 좌파로 분류된다. 국민의회에서는 의석의 부족으로 환경문제사 사회문제에서는 스위스 녹색당과 연합하는 경우가 많다. 그러나 경제 관련해서는 두 정당이 앙숙 사이이다. 당직자들은 자신들을 중도좌파나 중도우파보다는 중도적 환경주의자라고 불러주는것을 선호한다.